# Primulina floribunda
Primulina floribunda là một loài thực vật có hoa trong họ Tai voi(Gesneriaceae). Loài này có ở Quảng Tây (Trung Quốc) và được W. T. Wang mô tả khoa học đầu tiên năm 1984 dưới danh pháp Chirita floribunda. Năm 2011, Mich.Möller & A.Weber chuyển nó sang chi Primulina.